# Ashok Kumar
Pour les articles homonymes, voir Kumar.
Ashok Kumar (en bengali : অশোক কুমার গাঙ্গুলী), né Kumudlal Ganguly (en bengali : কুমুদলাল গাঙ্গুলী), né à Bhagalpur (Bihar, Indes britanniques) le 13 octobre 1911 et mort à Mumbai (Inde) le 10 décembre 2001, est un acteur de cinéma indien.
Affectueusement appelé Dadamoni (bengali : দাদামণি), l'acteur est apparu dans plus de 300 films et est une icône du cinéma indien.

## Filmographie partielle

### Au cinéma
- 1936 : Achhut Kannya
- 1936 : Janmabhoomi (en)
- 1937 : Prem Kahani
- 1938 : Nirmala de Franz Osten :
- 1940 : Bandhan (en)
- 1941 : Anjaan (en)
- 1943 : Kismet
- 1949 : Mahal
- 1953 : Parineeta (en)
- 1958 : Chalti Ka Naam Gaadi (en)
- 1958 : Howrah Bridge (en)
- 1961 : Dharmputra (en)
- 1963 : Gumrah (en)
- 1964 : Chitralekha (en)
- 1967 : Hatey Bazarey (en)
- 1967 : Jewel Thief (en)
- 1968 : Aabroo (en)
- 1968 : Aashirwad (en)
- 1969 : Intaquam (en)
- 1972 : Pakeezah (Pakeezah, cœur pur) de Kamal Amrohi
- 1972 : Victoria No. 203 (en)
- 1973 : Dhund de Baldev Raj Chopra
- 1975 : Choti Si Baat (en)
- 1975 : Mili (en)
- 1978 : Khatta Meetha (en)
- 1980 : Khubsoorat
- 1982 : Shaukeen (en)
- 1987 : Mr. India
- 1993 : Sangram
- 1985 : Bhago Bhut Aaya (en)

## Distinctions
Ashok Kumar a été honoré par le gouvernement de l'Inde en 1988 du prix Dadasaheb Phalke, la plus haute distinction nationale pour les artistes de cinéma, et a également reçu la même année la décoration civile Padma Bhushan pour sa contribution au cinéma indien.